# Barlinecko-Gorzowski Park Krajobrazowy
Barlinecko-Gorzowski Park Krajobrazowy – park krajobrazowy istniejący do 2021 roku, który był położony na terenie województw zachodniopomorskiego i lubuskiego. Zajmował powierzchnię 239,8291 km², natomiast jego otulina liczyła 317,6819 km². Siedziba administracyjna parku mieściła się w Gorzowie Wielkopolskim. Z początkiem 2021 roku nastąpił podział parku na Gorzowski Park Krajobrazowy w województwie lubuskim oraz Barlinecki Park Krajobrazowy w województwie zachodniopomorskim.

## Podstawa prawna
- Rozporządzenie Nr 27 Wojewody Gorzowskiego z dnia 23 października 1991 r. w sprawie utworzenia Barlinecko-Gorzowskiego Parku Krajobrazowego oraz zatwierdzenia planu ochrony tego parku (Dz. Urz. woj. gorzowskiego Nr 14 z 1991 r.)
- Rozporządzenie Nr 6 Wojewody Gorzowskiego z dnia 18 lipca 1996 roku w sprawie zmiany Rozporządzenia Nr 27 Wojewody Gorzowskiego w sprawie utworzenia Barlinecko-Gorzowskiego Parku Krajobrazowego oraz zatwierdzenia planu ochrony tego parku
- Rozporządzenie Nr 15 Wojewody Lubuskiego z dnia 28 lutego 2006 r. w sprawie Barlinecko-Gorzowskiego Parku Krajobrazowego
- Rozporządzenie Nr 107/2006 Wojewody Zachodniopomorskiego z dnia 21 lipca 2006 r. w sprawie Barlinecko-Gorzowskiego Parku Krajobrazowego

Mapa parku

## Opis obiektu poddanego pod ochronę
Puszcza Gorzowska, zwana też Puszcza Barlinecką, to duży kompleks leśny rozciągający się przede wszystkim na równinie sandrowej, usypanej 12 tys. lat temu przez wody odpływające z topniejącego lodowca. Powierzchnia sandru nie jest płaska, poprzecinana jest ciągami rynnowymi i zagłębieniami. Bogactwo przyrody Puszczy Barlineckiej zadecydowało o utworzeniu Parku. Teren Parku, mimo że zajmuje tylko ok. 40% powierzchni Puszczy, jest dla niej reprezentatywny. Dominują tu lasy, zajmujące około 81% powierzchni. Drugim, ważnym elementem krajobrazu są liczne jeziora. Na terenie Parku stwierdzono występowanie ok. 700 gatunków roślin naczyniowych, 140 gatunków porostów, ponad 100 lęgowych gatunków ptaków.

## Powierzchnia
| Jednostka administracyjna | Powierzchnia parku | Część pow. parku | Powierzchnia otuliny | Część pow. otuliny |
| ------------------------- | ------------------ | ---------------- | -------------------- | ------------------ |
| woj. zachodniopomorskie   | 11 840,14 ha       | 49,40%           | 20 055,00 ha         | 63,13%             |
| gmina Barlinek            | 10 698,90 ha       | 44,61%           | 10 181,00 ha         | 32,05%             |
| gmina Nowogródek Pomorski | 567,39 ha          | 2,37%            | 6 362,00 ha          | 20,03%             |
| gmina Pełczyce            | 573,85 ha          | 2,39%            | 3 512,00 ha          | 11,06%             |
| woj. lubuskie             | 12 142,77 ha       | 50,60%           | 11 713,19 ha         | 36,87%             |
| gmina Kłodawa             | 8 625,00 ha        | 35,96%           | 8 170,10 ha          | 25,72%             |
| gmina Strzelce Krajeńskie | 3 517,77 ha        | 14,67%           | 3 543,09 ha          | 11,15%             |
| Razem (Σ)                 | 23 982,91 ha       | 100%             | 31 768,19 ha         | 100%               |

## Wody powierzchniowe
Na terenie parku na Pojezierzu Pomorskim i Myśliborskim znajdowało się 75 jezior o powierzchni powyżej 1 ha. Największe z nich to jeziora:
- Barlineckie o pow. 268 ha,
- Dankowskie o pow. 81,9 ha.

Niektóre z jezior tworzą z rzekami ciągi rynnowe.

## Flora
Spośród rosnących tu roślin objętych ochroną ścisłą ważniejsze gatunki to: rosiczka okrągłolistna, orlik pospolity, paprotka zwyczajna, pierwiosnek lekarski, przylaszczka pospolita, śnieżyczka przebiśnieg. Ochroną częściową objęte są m.in. bobrek trójlistkowy, grążel żółty, grzybienie białe. Występuje też wiele unikatowych zbiorowisk roślinności bagienno-torfowiskowej.

## Fauna
- Bielik

### Reintrodukcja popielicy
W październiku 2011 roku Polskie Towarzystwo Ochrony Przyrody „Salamandra” rozpoczęło realizację projektu reintrodukcji popielicy do lasów parku. Projekt trwał 3 lata.

## Rezerwaty i pomniki przyrody
Na obszarze parku zostało utworzonych 5 rezerwatów przyrody:
- Dębina – 12,18 ha woj. lubuskie, gm. Kłodawa
- Rzeka Przyłężek – 35,08 ha woj. lubuskie, gm. Kłodawa
- Wilanów – 67,16 ha woj. lubuskie, gm. Kłodawa
- Markowe Błota – 193,40 ha woj. zachodniopomorskie, gm. Barlinek
- Skalisty Jar Libberta – 33,21 ha woj. zachodniopomorskie, gm. Barlinek

Pomniki przyrody:
- 41 drzew
- 5 pomników przyrody nieożywionej
  - 1 głaz narzutowy
  - 3 skały
  - źródło „Boży Dar”

## Zabytki
Na terenie Parku ważną rolę odgrywały zabytki kultury materialnej. Są to pojedyncze obiekty, założenia parkowo-pałacowe lub całe układy wsi.
W Lubocieszy (Lipach) działa „Leśna Stacja Dydaktyczna” pełniąca rolę ośrodka edukacji przyrodniczej.